# Amélie Nothomb
Amélie Nothomb (Etterbeek, Bélgica, 9 de julho de 1966) é uma escritora belga.
Passou a infância e a adolescência no Extremo-Oriente, em particular no seu país natal e na China. Profundamente marcada pelo Japão, onde o seu pai foi embaixador, fala fluentemente japonês e foi intérprete em Tóquio. «Grafómana», como se define a si própria, escreve desde sempre. Em 1992, com 25 anos, fez a sua entrada no mundo das letras, sendo hoje uma das figuras mais mediáticas da cena literária francesa. Tem nacionalidade belga e vive normalmente em Bruxelas. 

## Romances publicados
1. Higiene do Assassino (1992) – Editorial Presença
2. Le Sabotage Amoureux (1993) – inédito em português
3. Les Combustibles (1994) – inédito em português
4. As catilinarias (1995) – Edições Record
5. Péplum (1996) – inédito em português
6. Attentat (1997) – inédito em português
7. Mercure (1998) – inédito em português
8. Temor e Tremor (1999) – Editorial Bizâncio / Colecção Asa de Bolso – Grande Prémio de Romance da Academia Francesa (também editado pela Record, com o nome Medo e Submissão, em 2001)
9. Metafísica dos Tubos (2000) – Editorial Bizâncio e Editora Record
10. Cosmética do Inimigo (2001) – Editorial Bizâncio
11. Dicionário de Nomes Próprios (2002) – Edições Asa e Editora Nova Frnonteira
12. Antichrista (2003) – Edições Asa
13. Biographie de La Faim (2004) – inédito em português
14. Acide Sulfurique (2005) – inédito em português
15. Journal d'hirondelle (2006) - inédito em português
16. Medo e Submissão (2001) - Editora Record
17. Ni d'Ève ni d'Adam, Albin Michel, 2007 (Prêmio de Flore) (ISBN 978-2-226-17964-7)- inédito em português
18. Le Fait du prince,  Albin Michel, 2008, (Grande prêmio Jean-Giono) (ISBN 978-2-226-18844-1)- inédito em português
19. Le Voyage d'Hiver, Albin Michel, 2009.- inédito em português
20. Une Forme de vie, Albin Michel, 2010- inédito em português
21. Tuer le père, Albin Michel, 2011 (ISBN 978-2-226-22975-5)- inédito em português
22. Barbe-bleue, Albin Michel, 2012
23. La Nostalgie heureuse, Albin Michel, 2013
24. Pétronille, Albin Michel, 2014
25. Le crime du comte Neville, Albin Michel, 2015
26. Riquet à la houppe, Albin Michel, 2016
27. Frappe-toi le cœur, Albin Michel, 2017
28. Les Prénoms épicènes, Albin Michel, 2018